# Oei, ik groei! (film)
Oei, ik groei! is een Nederlandse komediefilm uit 2023 geregisseerd door Appie Boudellah en Aram van de Rest en gebaseerd op het gelijknamige boek van echtpaar dr. Frans Plooij en dr. Hetty van de Rijt uit 1992. De film ging op 9 juni 2023 wereldwijd in première op streamingdienst Netflix.

## Verhaal
De film volgt drie stellen die moeten leren om te gaan met het ouderschap en de daarbij behorende problemen. Bij Anne en Barry brengt de combinatie van Anne haar succesvolle carrière als advocate met hun baby hen veel uitdagingen. Het tweede stel, Ilse en Sabri, willen hun kind multicultureel op gaan voeden, maar dit zorgt voor wrijving binnen hun eigen relatie. Het derde stel, Kim en Roos, krijgt een derde kind van dezelfde donorvader, die nu echter de afspraak dat hij niet bij de opvoeding betrokken zou worden wil verbreken.
De drie stellen gaan alle op zoek naar hulp en besluiten zich aan te sluiten bij de hulpclub 'Mama voor Mama's'.

## Rolverdeling
| acteur                  | personage             |
| ----------------------- | --------------------- |
| Sallie Harmsen          | Anne                  |
| Soy Kroon               | Barry                 |
| Yolanthe Cabau          | Ilse                  |
| Iliass Ojja             | Sabri                 |
| Katja Schuurman         | Kim                   |
| Sarah Chronis           | Roos                  |
| Louis Talpe             | Kaj                   |
| Fenna Ramos             | Hester                |
| Sjaak                   | Hicham                |
| Frederik Brom           | Frederik              |
| Rachida Iaallala        | Karima                |
| Miljuschka Witzenhausen | Nina Zomers           |
| Yannique Leveque        | Didi                  |
| Juvat Westendorp        | Ruben                 |
| Arjan Ederveen          | Fred                  |
| Henriëtte Tol           | Gerda                 |
| Anita Makkinje          | moeder                |
| Bertrie Wierenga        | arts                  |
| Anouk Maas              | arts Roos             |
| Florence Vos Weeda      | verloskundige         |
| Puck Pomelien Busser    | verpleegster          |
| Géza Weisz              | fietskoerier          |
| Oscar Aerts             | reikimeester          |
| Hiske Bongaarts         | jeugdzorgmedewerkster |
| Nellie Benner           | receptioniste         |

## Achtergrond
De film werd geregisseerd door Appie Boudellah en Aram van de Rest. Boudellah werkte eveneens aan de film mee als producent en scenarioschrijver. De film is gebaseerd op het gelijknamige boek van echtpaar dr. Frans Plooij en dr. Hetty van de Rijt uit 1992. De opnames van de film gingen in september 2022 van start. Hoofdrollen in de film waren weggelegd voor onder anderen Yolanthe Cabau, Sallie Harmsen, Soy Kroon en Iliass Ojja.
Oei, ik groei! ging op 9 juni 2023 wereldwijd in première op streamingdienst Netflix. De film kwam in Nederland drie dagen later, op 12 juni 2023, al binnen op de eerste plek in de Netflix Top 10 met best bekeken producties op de streamingdienst.
De films werd door de recensenten in het algemeen positief ontvangen; zo gaf Veronica Superguide de film drie sterren en vonden ze het herkenbaar overkomen, hier sloot magazine Kek Mama zich bij aan. Aan de andere kant kreeg de film ook kritiek, zo gaf het Algemeen Dagblad de film maar één ster en schreef dat de film zich op de voorspelbare sprongetjes van hun strontvervelende ouders focuste.